# Биби Хейбат джамия
Биби Хейбат джамия (на азербайджански: Bibiheybət məscidi) е мюсюлмански храм в Баку, Азербайджан.
Построена е през XIII век и е сред най-значителните паметници на ислямската архитектура в Азербайджан. През 1936 година е разрушена от болшевиките и е възстановена отново през 1999 година. В миналото местното население е наричало мюсюлманския храм Фатима джамия. Така я е описал и Александър Дюма, който я посещава през 1840-те години.

## История
Строителството на джамията започва през 1281 година при покровителстово на ширваншаха Абу-л-Фатх Фаррухзад ибн Ахситан ибн Фарибурз по проект на архитекта Махмуд ибн Саад, чието име е било изписано на каменна плоча на южната страна (същият архитект е построил и Нардаранската крепост в околностите на Баку)..

Построена е върху гробницата на дъщерята на седмия имам Муса ал Казим, който избягал в Баку от преследванията на халифите. На гробницата има каменен надпис, според който дъщерята на имама е наследница на свещения род на пророка Мохамед:
| „ | Тук е погребана Укейма ханъм, потомка на пророка Мохамед, внучка на шестия имам Джафар ал Садък, дъщеря на седмия имам Муса ал Казим, сестра на осмия имам Али ал Реза. | “ |

Заради принадлежноста на Укейма ханъм към рода на имама Али и Фатима джамията Биби Хейбат се превръща в духовен център за мюсюлманите не само от Азербайджан, но и от целия Близък изток. Съвременното название на джамията идва името на слугата на Укейма ханъм – Хейбат, който е погребан също в гробницата..
По-късно около джамията започват да се заселват шейхове, които се славели като авторитени ислямски богослови. Мястото, където се заселили започанало да се нарича Шъх (от думата Шейх), което по-късно се променило на Шъхово, крайградски район на днешно Баку.
От документи на сефевидските владетели Тахмасп I и Абас I става ясно, че в джамията Биби Хейбат и около нея са правени реставрационни и строителни работи. С ферман на Тахмасп, Абас I, Абас II и Хюсеин I се забранява на държавните чиновници да събират данъци от вакъфите на Биби Хейбат джамия. От фермана на шах Тахмасп I става ясно, че джамийският комплекс е имал огромно вакъфно имущество.
Сведения за Биби Хейбат джамия се срещат в записките и пътеписите на европейски и източни пътешественици, като Абаскули ага Бакиханов, Борис Дорн, Николай Хаников, Евгений Пахомов и азербайджанския историк от началото на XX век Г. Садиги, който пише:
| „ | На 5 версти югозападно от Баку се намира село Шъхово, разположено на планински скат и на неголяма брегова ивица. Негова забележителност е стара и много красива джамия. От морето до джамията има половин верста; от страната на морето, от източната ѝ страна, има стълбище, а от южната и северната – има портали. Джамията има високо минаре, а така също в нея се намират гробници и мавзолеи. | “ |

През 1911 година на северната страна на гробницата със средствата на Алексер ага Дадашев строителят Гаджи Наджаф построява новото здание на джамията. Направена е реконструкция и на гробницата и старата джамия.

### Разрушаване
След установяването на съветската власт в Азербайджан през 1920 година болшевиките започват война с религията. Биби Хейбат джамия, която имала огромно влияние върху вярващите мюсюлмани в страната, заедно с бакинския православен храм Свети Александър Невски се превръщат в мишени по пътя на болшевишкия режим.
През септември 1935 година Азербайджанският централен изпълнителен комитет и Президиумът на Бакинския съвет на основание на фалшифицирано искане на „трудещите се“ издава постановление за забрана на религиозните обреди джамиите, в което се чете:
| „ | ...удоволетворява искането на 300 работници от нефтодобивния завод „Сталин“ да се закрие молитвения дом „Биби“ в село Шъхово | “ |

В резултат на болшевишките антирелигиозни борби през 1936 година джамията е взривена. Много от съоръженията на джамийския комплекс рухват веднага след първия взрив. Минарето е съборено едва след третото взривяване.
Едва след взривяването на Биби Хейбат джамия в Москва е взето решение за съхраняването на архитектурните паметници от историческо значение. Заради разрушаването на джамията председателят на Азербайджданския комитет прекарва 20 години в сибирските лагери. По-късно на мястото на джамията е прокарано шосе.

### Възстановяване
След независимостта на Азербайджан в началото на 1990-те години постепенно започват да се възстановяват много от разрушените мюсюлмански храмове по време на съветската епоха. През 1994 година тогавашният президент на страната Гайдар Алиев (и бивш лидер на Комунистическата партия на Азербайджан) издава указ за построяването наново на разрушената Биби Хейбат джамия.
Плановете и размерите на религиозния комплекс са разработени още през 1980-те години, като се основават на стари фотографии, правени малко преди разрушаването на джамията. Използвани са така също и сведенията от пътеписите от пътешественици. Сред тях най-голямо значение има статията на Г. Садиги от 1925 година, в която подробно е описано състоянието на религиозния комплекс към средата на 1920-те години.
През 1998 година започват строителните работи по престрояването на Биби Хейбат джамия. Тържественото освещаване на джамията е през май 1999 г. Реставраторите възстановяват архитектурните орнаменти по джамията, следвайки запазените художествени езкизи. Новият религиозен комплекс заема по-голяма територия в сравнение със старата джамия. На 14 юли 2008 година на официална церемония, водена лично от президента Илхам Алиев, е завършено пълното възстановяване на Биби Хейбат джамия.